# Каринти, Фридьеш
Фри́дьеш Э́рнё Ка́ринти (венг. Karinthy Frigyes Ernő; 25 июня 1887, Будапешт — 29 августа 1938, Шиофок) — венгерский писатель, один из самых популярных авторов в Венгрии первых десятилетий XX века. Известен в первую очередь как юморист, но писал также произведения психологического и научного характера.

## Биография
Родился в образованной семье еврейского происхождения, в шестилетнем возрасте потерял мать. Учился естественным наукам и математике, затем посещал медицинский институт, но в итоге стал журналистом. Дебютировал в 1902 пародией на Жюля Верна «Свадебное путешествие к центру земли». Был связан с журналом венгерских модернистов «Нюгат» (Запад). Дружил с Дежё Костолани и Гезой Чатом. Увлекался Стриндбергом, интересовался Фрейдом, авиацией и кино. Непревзойденный фантазер и острослов, был любимцем литературных кафе и журнальных редакторов. В шутку его называли «мозговым эквилибристом» и «Скетчпиром» . В 1936 году перенес в Швеции сложную черепно-мозговую операцию. Умер от кровоизлияния в мозг, наклонившись завязать шнурки.

## Творчество
Писатель чрезвычайной творческой активности и разносторонности, автор стихов, юморесок и пародий, фантастико-сатирических новелл и повестей, романов и драм, переводчик А. А. Милна и Дж. Свифта.
В рассказе «Великосветские связи» (1929) сформулировал заинтересовавшую психологов и ставшую впоследствии знаменитой теорию шести рукопожатий или «шести уровней разделения» (см. также ).

## Избранные произведения
- Esik a hó/ Снегопад (1912, книга стихов)
- Görbe tükör/ Кривое зеркало (1912, сб. сатирических рассказов)
- Így írtok ti/ Вы пишете так (1912, сб. литературных пародий на отечественных и зарубежных писателей-современников)
- Találkozás egy fiatalemberrel/ Встреча с молодым человеком (1913, сб. рассказов)
- Utazás Faremidóba/ Путешествие в Фа-ре-ми-до (1915, новое путешествие Гулливера, спасающегося бегством от Первой мировой войны)
- Tanár úr, kérem/ Простите, господин учитель (1916, сатирический роман о школьных годах)
- A bűvös szék/ Волшебное кресло (1918, пьеса)
- Krisztus és Barabás/ Христос и Варавва (1918, сб. фельетонов)
- Capillária/ Капиллария (1921, продолжение «Путешествия в Фа-ре-ми-до»)
- Kötéltánc/ Танец на проволоке (1923, роман)
- Nem mondhatom el senkinek/ Это я не могу сказать никому (1930, книга стихов)
- Mennyei riport/ Сообщение из рая (1937, сатирико-фантастический роман)
- Utazás a koponyám körül/ Путешествие вокруг моего черепа (1937, роман-гротеск)
- Üzenet a palackban/ Письмо в бутылке (1938, незаконченная книга стихов)

## Наследие и признание
Семья Каринти немало дала венгерской культуре: одна из сестер Фридьеша Каринти стала художницей, вторая, с блеском говорившая на нескольких языках, помогала ему переводить Милна и Свифта. Его сын Ференц (1921—1992) тоже был известным писателем.
Фридьеша Каринти не раз упоминает в своих письмах Кафка, на его преждевременную смерть отозвался Борхес. Книги писателя переведены на английский, французский, немецкий, испанский, датский, польский, чешский, японский и другие языки. На основе его дневника венгерский композитор Дьёрдь Коша написал «Каринти-кантату». Многие произведения Каринти экранизированы, в экранизации автобиографического романа «Путешествие вокруг собственного черепа» (1970) роль автора сыграл Золтан Латинович.
Каринти является автором названия венгерской языковой игры эсперенте.
Награждён Премией имени Баумгартена.

## Публикации на русском языке
- Фантазии Фридьеша Каринти. М.: Мир, 1969.
- Извините, господин учитель…  (недоступная ссылка) М.: Детская литература, 1974.
- Избранное. М.: Художественная литература, 1987.
- Те: Страницы одного журнала. In memoriam Nyugat. 1909-1918. /Стихи. Публицистика. Составила и перевела с венгерского Майя Цесарская. — М.: Водолей Publishers, 2009. — 264 с. — ISBN 978-5-9796-0136-6.